# Lynsey Baxter
Lynsey Baxter est une actrice anglaise, née le 7 mai 1965  à Londres (Royaume-Uni).

## Filmographie
- 1974 : The Little Match Girl (téléfilm) : Little Match Girl
- 1976 : Operation Patch (série télévisée) : Betsy Cosserat
- 1978 : The Prime of Miss Jean Brodie (série télévisée) : Sandy
- 1978 : La Couronne du diable ("The Devil's Crown") (série télévisée) : Isabelle
- 1981 : La Maîtresse du lieutenant français (The French Lieutenant's Woman) : Ernestina
- 1983 : To the Lighthouse (téléfilm) : Nancy Ramsay
- 1984 : Real Life : Jackie
- 1987 : Succubus (téléfilm) : Jane
- 1988 : Starlings (téléfilm) : Elizabeth
- 1988 : The Girl in a Swing : Barbara
- 1989 : Act of Will (téléfilm) : Jane Sedgewick
- 1989 : Goldeneye: The Secret Life of Ian Fleming (téléfilm) : Wren Lieutenant
- 1989 : After the War (feuilleton TV) : Felicity Hale
- 1989 : Snakes and Ladders (série télévisée) : Serena
- 1991 : The Grass Arena : Madalena
- 1991 : The Pleasure Principle : Sammy
- 1991 : Clarissa (téléfilm) : Bella
- 1992 : Natural Lies (série télévisée) : Lucy
- 1993 : The Mushroom Picker (feuilleton TV) : Clea
- 1993 : Un amour à haut risque (Remember) (téléfilm) : Danielle
- 1994 : The Night Show: Lucrezia Borgia Reveals All (feuilleton TV)
- 1994 : I Spy Returns (téléfilm) : Santina
- 1995 : Simenon des tropiques - Le blanc à lunettes (Le Blanc à lunettes) (téléfilm) : Lady Makinson
- 1996 : The Cold Light of Day : Milena Tatour, Anna's mother
- 1999 : The Adventures of Young Indiana Jones: The Phantom Train of Doom (vidéo) : Margaret Trappe
- 1999 : Psychos (feuilleton TV) : Dr. Karen Smith
- 1999 : An Evil Streak (téléfilm) : Catherine Mereday
- 2000 : Gormenghast (feuilleton TV) : Cora Groan
- 1993 : Médecins de l'ordinaire ("Peak Practice") (série télévisée) : Kate Turner (2000-2001)
- 2003 : Doc Martin (téléfilm) : Petronella
- 2003 : The Bone Hunter
- 2003 : Doc Martin and the Legend of the Cloutie (téléfilm) : Petronella
- 2003 : The Gospel of John : Mary Magdalene
- 2004 : Can't Stop Breathing
- 2005 : The Walk (téléfilm) : Stephanie
- 2005 : Egypt (série télévisée) : Sarah Belzoni